# ケグムス水力発電所
ケグムス水力発電所（ケグムスすいりょくはつでんしょ、ラトビア語: Ķeguma hidroelektrostacija、英: Ķegums Hydroelectric Power Station）は、ラトビアのケグムスを流れるダウガヴァ川に築かれた水力発電所。